# Sankt Nikolaus kyrka, Gorno Lakočerej
Sankt Nikolaus kyrka (makedonska: Црква „Св. Никола“; translitteration: Tsrkva ''Sv. Nikola'') är en makedonisk-ortodox kyrkobyggnad belägen i byn Gorno Lakočerej, i kommunen Ohrid i den statistiska regionen Sydvästra regionen, i sydvästra Nordmakedonien.
Kyrkan är helgad åt Sankt Nikolaus och tillhör Debars och Kičevos stift.